# علامة روسوليمو
علامة رُوسُّوليمُو هي علامةٌ سريريةٌ يؤدي فيها القرع على أطراف أصابع القدم إلى انثناءٍ شديدٍ بالأصابع. تظهر هذه العلامة في المرضى الذين يعانون من آفات السبيل الهرمي، وهي واحدةٌ من الاستجابات المشابهة لمنعكس بابينسكي.
سُميت هذه العلامة نسبةً إلى غريغوري إيفانوفيتش روسوليمو [الإنجليزية].